# Sophie Daumier
Sophie Daumier, pseudonimo di Élisabeth Simonne Juliette Clémence Hugon (Boulogne-sur-Mer, 24 novembre 1934 – Parigi, 31 dicembre 2003), è stata un'attrice francese.

## Biografia
Figlia del compositore Georges Hugon, è stata sposata con l'attore Guy Bedos dal 1965 al 1977. Attiva anche in televisione fra il 1956 e il 1979, è stata talvolta accreditata come Betty Daumier.
Dopo aver studiato disegno e danza classica al théâtre du Châtelet di Parigi, a sedici anni ha partecipato con il nome di Betty Hugon ad una tournée all'estero con una compagnia francese di balletto specializzata in can-can. Dotata di un fisico alla Brigitte Bardot, Daumier si è poi esibita come cantante e fantasista di cabaret a La Nouvelle Ève adottando il nome di scena di Betty Laurent.
Nel cinema, oltre che come attrice, ha avuto esperienza di sceneggiatrice e cantante in un paio di film.
Morì il 31 dicembre 2003 a causa della malattia di Huntington, e fu sepolta nel cimitero di Père-Lachaise.

## Filmografia

### Cinema
- Paris canaille, regia di Pierre Gaspard-Huit (1956)
- Le collegiali (Les Collégiennes), regia di André Hunebelle (1956)
- La Peau de l'ours, regia di Claude Boissol (1957)
- A piedi... a cavallo... in automobile (À pied, à cheval et en voiture), regia di Maurice Delbez (1957)
- Godot (Quand la femme s'en mêle), regia di Yves Allégret (1957)
- Chéri, fais-moi peur, regia di Jacques Pinoteau (1958)
- Les Femmes sont marrantes..., regia di André Hunebelle (1958)
- À pied, à cheval et en spoutnik!, regia di André Dréville (1958)
- Minorenni proibite (Bal de nuit), regia di Maurice Cloche (1959)
- Amélie ou le temps d'aimer, regia di Michel Drach (1961)
- Les croulants se portent bien, regia di Jean Boyer (1961)
- Uno sconosciuto nel mio letto (Un chien dans un jeu de quilles), regia di Fabien Collin (1962)
- Tre morti per Giulio (Carambolages), regia di Marcel Bluwal (1963)
- Confetti al pepe (Dragées au poivre), regia di Jacques Baratier (1963)
- L'amour à la mer, regia di Guy Gilles (1964)
- Aimez-vous les femmes?, regia di Jean Léon (1964)
- Rapina al sole (Par un beau matin d'été), regia di Jacques Deray (1965)
- Colpo grosso a Parigi (Cent briques et des tuiles), regia di Pierre Grimblat (1965)
- Una voglia da morire, regia di Duccio Tessari (1965)
- Pas de caviar pour tante Olga, regia di Jean Becker (1965)
- Per pochi dollari ancora, regia di Giorgio Ferroni (1966)
- Pouce, regia di Pierre Badel (1971) - anche sceneggiatura
- Vivere giovane (Violette & François), regia di Jacques Rouffio (1977)
- Comme la lune, regia di Joel Séria (1977)
- Freddy, regia di Robert Thomas (1978)
- Una donna semplice (Une Histoire simple), regia di Claude Sautet (1978)
- Les givrés, regia di Alain Jaspard (1979)

### Televisione
- Cabaret, regia di Dominique Varenne – film TV (1962)

## Doppiatrici italiane
- Maria Pia Di Meo in Per pochi dollari ancora